# Vilém IV. Akvitánský
Vilém IV. Akvitánský (937 – 3. února 995?) zvaný Fierebras nebo Fierebrace (míněno jako „Hrdá paže“ z francouzštiny Fier-à-bras, z latiny pak Ferox brachium) byl od roku 963 až do svého odstoupení v roce 990 akvitánským vévodou a hrabětem z Poitou.
Vilémův otec, Vilém III., se vzdálil do opatství Saint-Cyprien v Poitiers a přenechal vládu Fierebrasovi. Jeho matkou byla Adéla Normandská, dcera vévody Rolla. Jeho sestrou byla Adéla Akvitánská, manželka Huga Kapeta, krále, proti němuž později Vilém bojoval za své vévodství. Jeho raná vláda byla charakteristická mnoha válkami. Často bojoval proti hrabatům z Anjou, poprvé proti Geoffreymu I. z Anjou, který obsadil Loudun.
V roce 988 vstoupil do války proti nově zvolenému francouzskému králi Hugu Kapetovi, jehož Vilém odmítl uznat. Kapetovi byla Akvitánie udělena králem Lotharem I. než se usmířil s Vilémovým otcem. Kapet obnovil svůj nárok na velké vévodství a napadl je. Královská armáda byla na pláni u řeky Loiry poražena. Vilém chránil Ludvíka, syna Karla Dolnolotrinského, posledního legitimního Karlovského dědice. Otevřel mu palác v Poitiers a zacházel s ním královsky, považoval ho za pravého dědice francouzského trůnu.
V roce 968 se oženil s Emou z Blois, dcerou Theobalda I. z Blois a Luitgardy z Vermandois. Jejich manželství bylo bouřlivé, částečně kvůli Vilémově zálibě v honbě za ženami a lovu divoké zvěře. Vyhnala jeho milenky, dvakrát se na dlouhou dobu rozešli a nakonec Vilém odešel do kláštera jak to udělal jeho otec a nechal Emu, aby do roku 1004 vládla vévodství ve jménu jejich syna Viléma. Jejich druhý syn Ebles zemřel někdy po roce 997.